# Richard FitzGilbert de Clare
Richard FitzGilbert de Clare (* 1094; † 15. April 1136) aus der Familie Clare war der Sohn von Gilbert Fitz Richard de Clare, Lord von Clare, Tonbridge und Cardigan, und Alice (Adeliza) de Clermont. Er war der Gründer der Abtei Tonbridge. Sein Neffe war der Heerführer Richard de Clare, 2. Earl of Pembroke.
Richard war Lord von Cardigan (Ceredigion in Wales). Als 1135 in Südwales ein Aufstand gegen die Herrschaft der Normannen ausbrach, in dem am 1. Januar 1136 zwischen Loughor und Swansea die Waliser einen Sieg über lokale normannische Truppen errangen, war Richard de Clare außer Landes. Er kehrte an die Landesgrenzen zurück und drang mit einer kleinen Streitmacht ungeachtet der Warnungen Richtung Ceredigion vor. Er war noch nicht weit gekommen, als er in der Nähe der Abtei von Lanthony bei Abergavenny in einen Hinterhalt von Männern aus Gwent unter der Führung von Iorwerth ab Owain und seinem Bruder Morgan, Enkel von Caradog ap Gruffydd, geriet, bei dem er getötet wurde.
Die Nachricht von Richards Tod brachte Owain Gwynedd, den Sohn von Gruffydd ap Cynan, König von Gwynedd dazu, in Ceredigion einzufallen. Mit seinem Verbündeten Gruffydd ap Rhys von Deheubarth errang er einen vernichtenden Sieg über die Normannen in der Schlacht von Crug Mawr außerhalb von Aberteifi; der Ort wurde danach erobert und niedergebrannt, Richards Witwe Adeliza musste in die Burg von Cardigan fliehen. Sie wurde von Miles of Gloucester befreit, der sie nach England in Sicherheit brachte.

## Nachkommen
Richard de Clare war mit Adeliza verheiratet, einer Tochter von Ranulph le Meschin, 1. Earl of Chester und Lucy (Haus Conteville); ihre Kinder waren:
- Gilbert de Clare, 1. Earl of Hertford, (* 1115; † 1152)
- Alice de Clare (Adelice de Tonbridge), (* 1117), ⚭ (1) William de Percy, ⚭ (2) Cadwaladr ap Gruffydd
- Roger de Clare, 2. Earl of Hertford (* nach 1115; † 1173)